# Pudozj
Pudozj (ryska: Пудож) är en stad i Karelska republiken i Ryssland. Den hade 9 183 invånare år 2015.
Pudozj grundades 1382, och blev stad 1785.